# Christina Kollmann-Forstner
Christina Kollmann-Forstner (Schladming, 14 de marzo de 1988) es una deportista austríaca que compitió en ciclismo de montaña en la disciplina de campo a través.
Obtuvo el segundo lugar en el Campeonato Mundial de Ciclismo de Montaña en Maratón de 2018 y el primero en el Campeonato Europeo de Ciclismo de Montaña en Maratón de 2017. Sin embargo, en 2019 la UCI decidió anularle estos resultados por estar implicada en la red de dopaje conocida como «Operación Aderlass».

## Medallero internacional
| Campeonato Mundial | Campeonato Mundial | Campeonato Mundial | Campeonato Mundial |
| Año                | Lugar              | Medalla            | Competición        |
| ------------------ | ------------------ | ------------------ | ------------------ |
| 2018               | Auronzo (Italia)   | DSC                | Campo a través     |
| Campeonato Europeo |                    |                    |                    |
| Año                | Lugar              | Medalla            | Competición        |
| 2017               | Svit (Eslovaquia)  | DSC                | Campo a través     |